# Paid Inclusion
Paid Inclusion wird die bezahlte Aufnahme einer Webseite in den Datenbestand einer Suchmaschine oder eines Webkataloges genannt. Paid Inclusion kann als einzige Möglichkeit der Aufnahme oder als Alternative zur kostenlosen Aufnahme angeboten werden. Die bezahlte Form kann zum Beispiel den Vorteil der schnelleren Aufnahme oder eine höhere Position bei den Suchergebnissen bieten. Im Gegensatz zu den Sponsorenlinks werden Paid Inclusions nicht als solche gekennzeichnet, so dass der Benutzer hier nicht erkennen kann, dass es sich um gekaufte Einträge handelt.

## Entwicklung
Paid Inclusion war vor allem in den Jahren 2000–2005 eine gängige Praxis bei vielen Suchmaschinen (u. a. Microsoft, Yahoo, AltaVista) außer Google. Letztere setzten auf das eigene Werbesystem Adsense/Adwords. Im Jahr 2004 wurden die meisten Paid Inclusion Programme abgeschafft.
2012 führte Google verschiedene neue Formen von Paid Inclusion ein, dies betrifft Google Flights, Google Shopping und den Google Hotel Finder. Dies wurde von verschiedenen Seiten kritisiert, u. a. weil dadurch die organischen Suchergebnisse zurückgedrängt werden und dies einen Angriff auf andere Preis- und Produktportale darstellen kann.